# Épisodes de Voyage dans l'inconnu
Cet article présente les huit épisodes de la série télévisée américaine  Voyage dans l'inconnu (Tales of the Unexpected).

## Acteur principal
- William Conrad : Narrateur de la série

## Généralités
- Aux États-Unis, la série fut diffusée entre le 2 février 1977 et 24 août 1977 sur NBC.
- En France, elle a été diffusée du 21 octobre 1978 au 25 novembre 1978 sur TF1.

## Épisodes

### Épisode 1:Titre français inconnu(The Final Chapter)
- Royaume-Uni : 2 février 1977 sur NBC
- France : inédit

- Roy Thinnes (Frank Harris)
- Ned Beatty (John McClaskey)
- Neva Patterson (Helen Reeves)
- Tim O'Connor (Zimmerman)
- Ramon Bieri (Directeur Greer)
- Lincoln Kilpatrick (Hayes)
- Don Calfa (Mike Kelso)
- Brendan Dillon (L'aumonier)

### Épisode 2:Le Masque d'Adonis
- Royaume-Uni : 9 février 1977 sur NBC
- France : 4 novembre 1978 sur TF1

- Robert Foxworth (Alexander Rush)
- Marlyn Mason (Docteur Viviana Kadar)
- Victor Jory (Leon Davidian)
- Linda Kelsey (Gerry McIntire)
- Clyde Kusatsu (Kenji)
- Steve Sandor (Peter Brolander)
- Barbara Keogh (Madame Villiers)
- Robert Rietty (Marcello)
- Kenneth Nelson (Jack)

### Épisode 3:Titre français inconnu(Devil Pack Writer)
- Royaume-Uni : 16 février 1977 sur NBC
- France : inédit

- Ronny Cox (Jerry Colby)
- Christine Belford (Ann Colby)
- Van Williams (Le shériff)
- David Hollander (Todd Colby)
- Michael Lawrence (Le commentateur télévisé)
- Larry Mahan (L'adjoint)
- David McLean (Croft)
- Russell Thorson (Scottie)

### Épisode 4:Les Nomades
- Royaume-Uni : 23 février 1977 sur NBC
- France : 21 octobre 1978 sur TF1

- David Birney (Paul Rogers)
- Lynne Marta (Anne)
- Eugene Roche (Major Jim Langston)
- David Huddleston (Shériff Henry)
- Katherine Justice (Barbara)
- Read Morgan (Brody)
- Alvah Stanley (Psychiatre)
- Claudia Bryar (invitée au dîner)

### Épisode 5:La Main de Dieu
- Royaume-Uni : 9 mars 1977 sur NBC
- France : 11 novembre 1978 sur TF1

- Ricky Nelson (Sonny Blue)
- Janice Lynde (Brenda Jackson)
- Carl Weathers (Dalby)
- Paul Cavonis (Art Winters)
- Aldine King (Helen Dalby)
- Henry Brown (Eugene)
- Darrell Fetty (Ronald Baker)
- Alfred Ryder (Docteur Max Stegner)
- Erik Kilpatrick (Jimmy Lee)

### Épisode 6:Les Forces du diable
- Royaume-Uni : 13 mars 1977 sur NBC
- France : 25 novembre 1978 sur TF1

- Lloyd Bridges (Docteur Yale Carrington)
- William Watson (Teddy Jakes)
- Pat Crowley (Maggie Carrington)
- Eve Plumb (Cindy Carrington)
- William Kirby Cullen (John)
- John Anderson (Floyd Carrington)
- Jerry Ayres (Adjoint Jones)
- Cindy Eilbacher (Bonnie)

### Épisode 7:Vie privée
- Royaume-Uni : 17 août 1977 sur NBC
- France : 28 octobre 1978 sur TF1

- Joanna Pettet (Julie Thomas)
- Gary Collins (John Harris)
- Herb Edelman (Don Lucas)
- Patricia Smith (Amelia Brownlee)
- Jenny O'Hara (Mary Ann)
- Patricia Mattick (Betty)
- John Dullaghan (Détective Peterson)
- Jan Merlin (Philip Mitchell)
- Sarah Hardy (Ellen)

### Épisode 8:Sans issue
- Royaume-Uni : 24 août 1977 sur NBC
- France : 18 novembre 1978 sur TF1

- Bill Bixby (Commandant John Kelly)
- Robert Pine (Lieutenant Stevens)
- Robert Hogan (Commandant Lear)
- Sheila Larken (Tracey Ayres)
- Davey Davidson (Amanda Kelly)
- Dean Stockwell (Richard Ayres)
- Hal England (Docteur John Kelty)
- Len Wayland (Jack Hardy)
- Robert Brubaker (Capitaine Ferris)
- Karl Ellis (Enseigne Parks)